# 298 Baptistina
298 Baptistina (mednarodno ime je tudi 298 Baptistina) je asteroid v glavnem asteroidnem pasu. 
Pripada družini asteroidov Baptistina.

## Odkritje
Asteroid je odkril francoski astronom Auguste Charlois ( 1864 – 1910) 9. septembra 1890 v Nici.. 

## Lastnosti
Asteroid Baptistina obkroži Sonce v 3,41 letih. Njegova tirnica ima izsrednost 0,096, nagnjena pa je za 6,28555° proti ekliptiki. Njegov premer je med 13 in 30 km, okoli svoje osi se zavrti v 16,23 h.

## Nastanek družine Baptistina
Večje število podobnih asteroidov prečka na svoji poti tirnico asteroida Baptistina. To daje slutiti, da je Baptistina nastal v trku asterodov. Simulacije kažejo, da bi se to lahko zgodilo pred kakšnimi 160 milijoni let. Baptistina, ki je bil do takrat velik do 170 km, je trčil v drugi asteroid, ki je imel vsaj 60 km večji premer. Pri tem je nastalo okoli 100.000 teles, ki so imela premer manjši od 1 km. Nastalo je tudi okoli 300 teles, ki so imela premer večji od 10 km. Celotna skupina nastalih teles sestavlja družino Baptistina . 
Okoli 2 % nastalih teles je težnostna sila Marsa in Jupitra izvrgla iz tirnic. Velika je verjetnost, da je nastanek ostankov razpada asteroida vzrok za velik udarec meteorita, je pred 65 milijoni  let povzročil izginotje dinozavrov. V zadnjem času pa so ugotovili, da ima asteroid Baptistina drugo kemično zgradbo kot pa jo je imelo telo, ki je ob padcu na Zemljo na prehodu iz krede v terciar povzročilo izginotje dinozavrov . 
Možno je tudi, da je krater Tycho na Luni posledica padca enega izmed teh teles na površino Lune. 
Asteroid Baptistina ima podobne elemente tira kot asteroidi družine Flora. Ne prištevamo pa ga med člane te družine, verjetno je vsiljivec, ki ni nastal ob istem trku kot ostali člani družine Flora.